# 핑샹시 (장시성)
핑샹시(평향시, 중국어: 萍乡市, 병음: Píngxiāng Shì)는 중화인민공화국 장시성 서부에 있는 중간 규모의 지급시이다. 중국공산당의 정치인 장국도가 핑샹시 출신이다.

## 지리
핑샹은 장시성과 후난성 사이의 외딴 산지 지역에 위치해있다. 후난 성의 성도 창사에서 약 160km 떨어져있고 난창으로부터 320km떨어져있다. 도시 지역은 상대적으로 평평하지만 주변 지역은 대부분 산지와 구릉 지대이다. 아열대성 기후로 겨울이 온화하고 여름이 길고 무더우며 비가 많이 온다. 연평균 기온은 17.2 °C이고 연평균 강수량은 1576mm이다.

## 역사
고고학 상의 증거는 핑샹에 석기 시대부터 사람이 살았다는 것을 말해준다. 한나라 때 의춘현(宜春县)의 일부였다. 삼국시대 때인 267년에 평향현(萍乡县)이 되었다. 당나라 때 강남서로(江南西道)의 일부로 원주(袁州)라 불렸다. 시의 이름은 1970년에 현재의 이름으로 확정되기까지 여러번 바뀌었다.

## 경제
핑샹의 2004년 GDP는 172억 5600만 위안이었고 예년에 비해 18% 성장하였다. 농촌의 수입은 3322위안이었고 도시의 수입은 7858위안이었다. 도시의 가장 중요한 산업 중 하나는 석탄 관련 산업이다. 오늘날까지도 핑샹의 지역 주민들은 핑샹을 "중국 남부의 석탄 중심지"로 자랑스럽게 이야기한다.
핑샹은 또한 지역 교통의 중심축이다. 창사와 난창 사이의 몇 개의 국도와 철로가 도시를 통과한다.

## 지리
핑샹은 쟝시와 후난 지역 사이에 경계에 있는 도시이다. 후난성 창샤로부터 약 70마일, 난창시로부터는 약 160마일 떨어진 곳에 위치해 있다. 도시 자체는 비교적 평평하지만, 도시 주변의 대부분 지역은 언덕이 많고 산이 많이 있다. 아열대 기후 도시인 핑샹은 연평균 기온은 18 °C이며, 강우량이 풍부한 온화한 겨울과 길고 덥운 여름을 보낸다.
| 장시성 핑샹시의 기후                                          | 장시성 핑샹시의 기후 | 장시성 핑샹시의 기후 | 장시성 핑샹시의 기후 | 장시성 핑샹시의 기후 | 장시성 핑샹시의 기후 | 장시성 핑샹시의 기후 | 장시성 핑샹시의 기후 | 장시성 핑샹시의 기후 | 장시성 핑샹시의 기후 | 장시성 핑샹시의 기후 | 장시성 핑샹시의 기후 | 장시성 핑샹시의 기후 | 장시성 핑샹시의 기후 |
| 월                                                            | 1월                  | 2월                  | 3월                  | 4월                  | 5월                  | 6월                  | 7월                  | 8월                  | 9월                  | 10월                 | 11월                 | 12월                 | 연간                 |
| ------------------------------------------------------------- | -------------------- | -------------------- | -------------------- | -------------------- | -------------------- | -------------------- | -------------------- | -------------------- | -------------------- | -------------------- | -------------------- | -------------------- | -------------------- |
| 역대 최고 기온 °C (°F)                                        | 25.8 (78.4)          | 30.5 (86.9)          | 35.0 (95.0)          | 35.7 (96.3)          | 37.3 (99.1)          | 37.6 (99.7)          | 40.1 (104.2)         | 41.0 (105.8)         | 39.2 (102.6)         | 35.9 (96.6)          | 31.8 (89.2)          | 25.5 (77.9)          | 41.0 (105.8)         |
| 일평균 최고 기온 °C (°F)                                      | 9.6 (49.3)           | 12.5 (54.5)          | 16.6 (61.9)          | 23.3 (73.9)          | 27.8 (82.0)          | 30.8 (87.4)          | 34.2 (93.6)          | 33.5 (92.3)          | 29.8 (85.6)          | 24.7 (76.5)          | 18.7 (65.7)          | 12.5 (54.5)          | 22.8 (73.1)          |
| 일일 평균 기온 °C (°F)                                        | 5.9 (42.6)           | 8.4 (47.1)           | 12.2 (54.0)          | 18.2 (64.8)          | 22.9 (73.2)          | 26.2 (79.2)          | 29.1 (84.4)          | 28.4 (83.1)          | 24.8 (76.6)          | 19.5 (67.1)          | 13.7 (56.7)          | 8.1 (46.6)           | 18.1 (64.6)          |
| 일평균 최저 기온 °C (°F)                                      | 3.4 (38.1)           | 5.6 (42.1)           | 9.2 (48.6)           | 14.7 (58.5)          | 19.2 (66.6)          | 22.8 (73.0)          | 25.2 (77.4)          | 24.8 (76.6)          | 21.2 (70.2)          | 15.8 (60.4)          | 10.1 (50.2)          | 5.0 (41.0)           | 14.8 (58.6)          |
| 역대 최저 기온 °C (°F)                                        | −3.9 (25.0)          | −3.9 (25.0)          | −1.7 (28.9)          | 1.5 (34.7)           | 9.0 (48.2)           | 13.4 (56.1)          | 17.4 (63.3)          | 18.1 (64.6)          | 12.6 (54.7)          | 2.7 (36.9)           | −1.1 (30.0)          | −9.3 (15.3)          | −9.3 (15.3)          |
| 평균 강수량 mm (인치)                                         | 85.6 (3.37)          | 95.6 (3.76)          | 193.3 (7.61)         | 187.6 (7.39)         | 231.5 (9.11)         | 252.4 (9.94)         | 189.8 (7.47)         | 135.5 (5.33)         | 84.3 (3.32)          | 63.0 (2.48)          | 100.1 (3.94)         | 70.7 (2.78)          | 1,689.4 (66.5)       |
| 평균 강수일수 (≥ 0.1 mm)                                      | 14.7                 | 15.0                 | 19.7                 | 17.2                 | 17.2                 | 16.6                 | 11.3                 | 11.0                 | 10.1                 | 10.6                 | 12.9                 | 12.4                 | 168.7                |
| 평균 강설일수                                                 | 2.0                  | 1.8                  | 0                    | 0                    | 0                    | 0                    | 0                    | 0                    | 0                    | 0                    | 0                    | 0.4                  | 4.2                  |
| 평균 상대 습도 (%)                                            | 82                   | 82                   | 83                   | 81                   | 81                   | 82                   | 76                   | 78                   | 79                   | 77                   | 79                   | 79                   | 80                   |
| 평균 월간 일조시간                                            | 56.6                 | 64.7                 | 79.6                 | 111.3                | 122.8                | 134.1                | 226.3                | 217.1                | 151.4                | 134.3                | 101.3                | 93.8                 | 1,493.3              |
| 가능 일조율                                                   | 17                   | 20                   | 21                   | 29                   | 29                   | 32                   | 54                   | 54                   | 41                   | 38                   | 32                   | 29                   | 33                   |
| 출처: 중국기상국 (평년값: 1991년~2020년, 극값: 1981년~2010년) |                      |                      |                      |                      |                      |                      |                      |                      |                      |                      |                      |                      |                      |

## 행정 구역

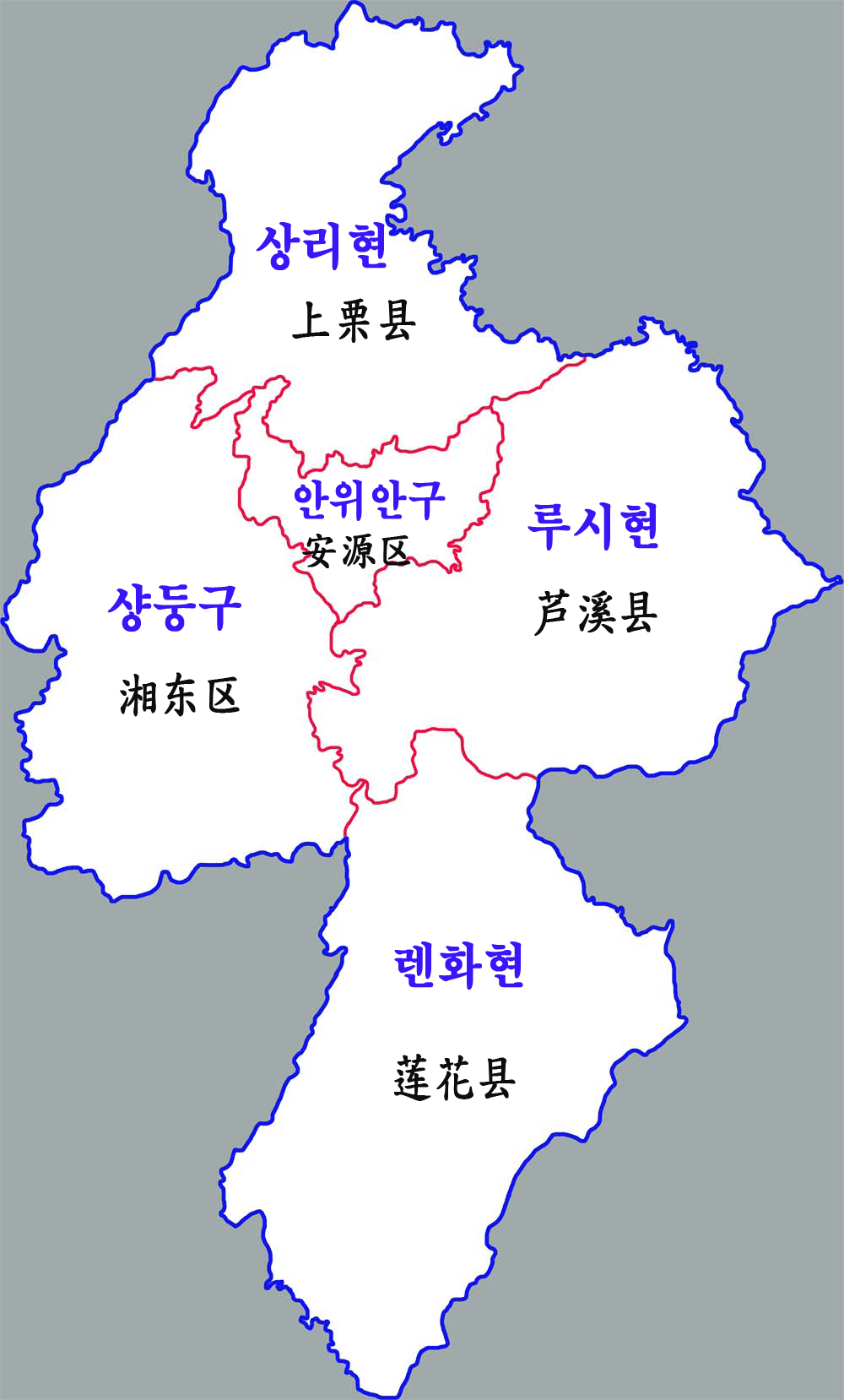
핑샹시 현급행정구역

핑샹은 2개의 시할구, 1 개의 경제개발구, 3개의 현을 관할한다.
시할구
- 안위안 구(安源区)
- 샹둥 구(湘东区)

현
- 상리 현(上栗县)
- 루시 현(芦溪县)
- 롄화 현(莲花县)

## 교통
철도역으로는 핑샹 역이 있다.

### 철도
- 중국철도총공사
  - 후쿤 고속철도
    - 후쿤 선

### 도로
- - 후쿤 고속도로
  - 취엔난 고속도로
  - S38 창리 고속도로
  - 샹리엔 고속도로
- 국도
  - G319국도
  - G320국도